# Somkid Pumpuang
Somkid Pumpuang (en tailandés: สมคิด พุ่มพวง; nacido el 7 de enero de 1964), conocido como Kid the Ripper (en tailandés: คิดเดอะริปเปอร์), es un asesino en serie tailandés que fue declarado culpable y condenado a cadena perpetua por asesinar a cinco masajistas entre enero y junio de 2005. Tras ver reducida su pena a 13 años y quedar en libertad en 2019, asesinó a otra mujer siete meses después, por lo que fue declarado culpable y condenado a muerte.

## Primeros años
Somkid Pumpuang nació el 7 de enero de 1964 en el distrito de Thung Song. Cuando tenía ocho años, su padre lo dejó para vivir con su tío y durante ese tiempo, Pumpuang comenzó a robar. Un día, después de robar la bicicleta de un maestro, fue expulsado de la escuela. Cuando tenía 14 o 15 años, su tío le encontró trabajo en un aserradero en el distrito de Thung Song, donde Pumpuang se ocupaba de extraer madera de caucho. Finalmente, su tío lo sorprendió robándole dinero a su empleador, lo que provocó que expulsaran a Pumpuang y se mudara nuevamente con su padre a la provincia de Trang. Se peleaba regularmente con su padre y seguía robando. Finalmente, se vio obligado a huir de la aldea después de que fue atacado por un grupo de adolescentes, lo que le obligó a viajar por todo el país.

## Asesinatos
Del 30 de enero al 21 de junio de 2005, Pumpuang mató a cinco mujeres en varias provincias diferentes, generalmente estrangulándolas o atándolas y manteniendo sus cabezas bajo el agua. Los asesinatos ocurrieron en hoteles y, por lo general, les robaba artículos como teléfonos celulares a las mujeres.
Las víctimas fueron las siguientes:
1. Warunee Phimphabutr, cantante de café: con las manos atadas a la espalda con su propio sostén y ahogada en una bañera en un hotel del distrito de Mueang Mukdahan, provincia de Mukdahan, el 30 de enero. Le robaron un collar de oro, un teléfono móvil y una motocicleta.[2]
2. Phongphan Sapchai, masajista: estrangulada en un hotel del distrito de Mueang Lampang, provincia de Lampang, el 4 de junio.[3]
3. Patcharee Amatanirand, cantante de café: estrangulado con un cable en un hotel en el subdistrito de Thap Thiang, provincia de Trang, el 11 de junio.[3]
4. Porntawan Pangkabutr, masajista: estrangulada en un hotel en el distrito de Mueang Udon Thani, provincia de Udon Thani, el 18 de junio.[3]
5. Sompong Pimpornpirm, masajista: estrangulada en una mansión en el distrito de Mueang Buriram, Provincia de Buri Ram, el 21 de junio.[3]

### Arresto, juicio y detención
Seis días después del asesinato final, Pumpuang fue arrestado mientras conducía a una joven a un hotel en Chaiyaphum, donde agentes de la División de Supresión del Crimen encontraron un teléfono celular robado a la última víctima. Después de vincularle los cinco casos, fue acusado de cinco cargos de asesinato y robo; la fiscalía solicitó la pena de muerte para tres de los asesinatos. Sin embargo, Pumpuang se declaró culpable de cuatro de ellos (con la excepción de Amatanirand), lo que resultó en una sentencia automática de cadena perpetua, junto con las dos cadenas perpetuas restantes que se solicitaban.
Tras múltiples concesiones de indulto a lo largo de los años, la sentencia de Pumpuang finalmente se redujo a 13 años de prisión, fijándose su fecha de liberación para 2019. Durante su encarcelamiento, fue descrito como un recluso modelo, lo que contribuyó significativamente a la reducción de su sentencia.

### Liberación y nuevo asesinato
El 17 de mayo de 2019, Pumpuang fue liberada de la prisión provincial de Nong Khai y poco después comenzó a salir con Rassamee Mulichan, de 51 años, ama de llaves de un hotel local. El 15 de diciembre de ese año, los vecinos de la pareja informaron que aparentemente habían estado discutiendo hasta la noche, cuando de repente todo quedó en silencio. Después de que ella no salió del apartamento para ir a trabajar a la mañana siguiente, el vecino llamó a Rassamee, pero no recibió respuesta. Luego abrió la puerta y entró a la casa, donde encontró su cuerpo metido debajo de la cama. Rassamee había sido envuelta en una manta y cinta adhesiva transparente, la primera también atada alrededor de su cuello, con un cargador de teléfono celular atado alrededor de su tobillo. El vecino llamó a Pumpuang, pero tampoco recibió respuesta.
En la autopsia posterior, los forenses determinaron que la causa de la muerte fue asfixia y se envió un equipo de investigación policial para interrogar a los testigos. Después de que se les presentaran fotografías de varios sospechosos, los testigos identificaron al hombre que vieron por última vez saliendo de la casa como Pumpuang, lo que fue reforzado aún más por otras pruebas encontradas en la propia escena del crimen.
Cuatro días después, las autoridades de la comisaría provincial de Pak Chong recibieron un aviso de un ciudadano que afirmaba que su novia había visto a un hombre parecido a Pumpuang en un tren. Poco después, los detectives rodearon la estación de tren de Pak Chong y, después de que el tren se detuvo, allanaron el segundo vagón y localizaron a Pumpuang, que llevaba una máscara que le cubría la nariz y la boca para evitar una posible identificación. No resistió su arresto y fue llevado a la comisaría de policía local para ser interrogado.
Durante el interrogatorio, Pumpuang testificó que el día antes del asesinato, había tomado la motocicleta de Rasmee y la había conducido al Hospital Khon Kaen antes de devolverla sana y salva. Este acto supuestamente la enojó y provocó que se pelearan, lo que finalmente resultó en que él la estrangulara manualmente hasta que se desmayara. Luego sacó un cable y continuó estrangulándola hasta que murió. Después de esto, Pumpuang sacó la cinta transparente y se la envolvió alrededor del cuello, ató el teléfono cargado a sus pies, guardó el cuerpo debajo del colchón y huyó de la residencia.
Finalmente, Pumpuang fue acusado del asesinato, declarado culpable y sentenciado a muerte. Su liberación y su posibilidad de cometer un nuevo delito provocaron un debate sobre los indultos reales y el uso de la pena de muerte en el país. El director general del Departamento Correccional, Naratch Sawetanan, también anunció que se llevaría a cabo una revisión sobre cómo se realizan los exámenes a los reclusos con enfermedades mentales, a pesar de que al propio Pumpuang nunca se le ha diagnosticado ninguna enfermedad de ese tipo. La pareja que informó sobre la pista que condujo al arresto del asesino recibió posteriormente premios por su valentía, así como 80.000 baht.